# John Lighton Synge
Pour les articles homonymes, voir John Synge et Synge.
John Lighton Synge, né le 23 mars 1897 à Dublin et mort le 30 mars 1995 dans la même ville, est un mathématicien et physicien qui fait carrière pendant plus de 70 ans en Irlande, au Canada et aux États-Unis. Auteur prolifique et mentor influent, il a notamment développé une nouvelle approche géométrique de la théorie de la relativité.

## Biographie
Originaire de Dublin, en Irlande, John Synge nait en 1897 au sein d’une famille en vue attachée à l'Église d'Irlande. Diplômé du Collège St. Andrew’s, il entreprend ses études universitaires à Trinity College (Dublin) en 1915. Titulaire d’une bourse d’admission de la Fondation de Trinity College dès sa première année, il manifeste très vite son talent pour les mathématiques en repérant une erreur non triviale dans le manuel Analytical Dynamics et en informe l’auteur, E. T. Whittaker, qui a récemment enseigné à Dublin. Ses brillantes études de premier cycle en mathématiques et en physique expérimentale (BA, 1919) lui valent la médaille d’or de l'établissement. Il complète ensuite un MA en 1922 et se voit attribuer un ScD en 1926 sur la base des articles scientifiques qu’il a publiés jusque-là.
En 1918, Synge épouse Elizabeth Eleanor Mabel Allen (1896-1985), avec laquelle il a trois enfants : Margarent (Pegeen), née en 1921 ; Cathleen, née en 1923 ; et Isabel, née en 1930. Cathleen Synge Morawetz (1923-2017) a elle-même une carrière illustre en mathématiques.
John est un arrière-arrière-arrière-petit-fils du mathématicien et évêque Hugh Hamilton (en). Son oncle, John Millington Synge, est un dramaturge bien connu et le lauréat du prix Nobel de chimie de 1952, Richard Laurence Millington Synge, est aussi un membre éloigné de la famille.
John L. Synge meurt à Dublin le 30 mars 1995, à l’âge de 98 ans.

## Parcours académique
Après avoir été chargé d’enseignement au Trinity College pendant un temps, Synge accepte un poste de professeur adjoint à l’Université de Toronto, où il enseigne les mathématiques de 1920 à 1925. Les conférences que Ludwik Silberstein y donne sur la théorie de la relativité inspirent à Synge la lettre intitulée A System of Space-Time Co-ordinates qu'il publie dans la revue Nature en 1921,.
Synge retourne au Trinity College de Dublin en 1925 pour y occuper un poste de professeur de physique ou de philosophie naturelle comme on disait à l'époque. Il devient membre de l'American Mathematical Society et de la London Mathematical Society. Il est aussi trésorier de la Royal Irish Academy en 1929. Il retourne à Toronto en 1930 pour y être professeur de mathématiques appliquées et subséquemment directeur du Département de mathématiques appliquées. En 1940, il supervise trois étudiants chinois, Guo Yonghuai (en), Chien Wei-zang et Chia-Chiao Lin, qui ont ensuite des carrières de premier plan en Chine et aux États-Unis.
Synge passe une partie de l'année 1939 à l'Université de Princeton et est professeur invité à l'Université Brown en 1941. En 1943, il devient directeur du Département de mathématiques de l'Université d'État de l'Ohio. Trois ans plus tard, il est nommé directeur du Département de mathématiques du Carnegie Institute of Technology de Pittsburgh, où il enseigne notamment à John Forbes Nash, futur prix Nobel d'économie. Entre 1944 et 1945, Synge participe en outre à l'effort de guerre à titre de mathématicien chargé de la balistique pour l'US Air Force.
Synge rentre en Irlande en 1948 pour occuper un poste de professeur titulaire à l'École de physique théorique de l'Institut de Dublin pour les études avancées. Créée en 1940, cette école a recruté plusieurs célébrités, dont Erwin Schrödinger (qui a contribué à la mécanique quantique).

## Contributions
Au cours de sa carrière, Synge publie 11 livres et plus de 200 articles scientifiques. Il apporte des contributions exceptionnelles à différents domaines de recherche, dont la mécanique classique, la mécanique générale et l'optique géométrique, la dynamique des gaz, l'hydrodynamique, l'élasticité, les réseaux électriques, les méthodes mathématiques, la géométrie différentielle et la théorie de la relativité d'Einstein. Il étudie un large éventail de problèmes de physique mathématique, mais ses résultats les plus connus concernent l'utilisation de méthodes géométriques en relativité générale.
En mathématiques pures, Synge est surtout connu pour le théorème éponyme, qui porte sur la topologie d'une variété riemannienne complète de dimension paire à courbure sectionnelle positive. Ce résultat classique stipule que si une telle variété est orientable, elle est alors simplement connexe alors que si elle est non orientable, son groupe fondamental est {\displaystyle Z/2Z}.
Synge est l'un des premiers physiciens à étudier sérieusement l'intérieur d'un trou noir et ses premiers travaux sont cités par Kruskal and Szekeres dans leurs découvertes indépendantes, de la véritable structure (dite maximale) du trou noir de Schwarzschild. La dérivation ultérieure par Synge de la solution métrique de Szekeres-Kruskal, qui était motivée par le désir d'éviter « d'utiliser les 'mauvaises' coordonnées Schwarzschild au profit des 'bonnes' coordonnées de Szekeres-Kruskal », est généralement sous-estimée dans la littérature mais est adoptée par Chandrasekhar dans sa monographie sur les trous noirs.
Fait amusant, Synge est également l'inventeur du jeu de Vish (abréviation de l'anglais vicious circle) dans lequel les joueurs cherchent à identifier des circularités dans les définitions du dictionnaire.

## Prix et distinctions
Les travaux de Synge lui valent de nombreux honneurs et distinctions au cours de sa carrière. Il est notamment conférencier invité au Congrès international des mathématiciens à quatre reprises, soit à Toronto en 1924 (Normals and curvature of a curve in a Riemannian Manifold), à Zurich en 1932 (The equilibrium of a tooth with a general conical root), à Oslo en 1936 (On the connectivity of spaces of positive curvature, ainsi que Limitations of the behavior of an expanding universe), de même qu'à Stockholm en 1962 (The Hamiltonian method applied to water waves). 
Synge est élu membre de la Société royale de Londres en 1943. Il est également membre de la Société royale du Canada (SRC) et devint en 1943 le premier récipiendaire de la Médaille Henry Marshall Tory que la SRC lui attribue en reconnaissance de ses recherches éminentes en mathématiques et en physique. Il est président de l'Académie royale d'Irlande de 1961 à 1964. 
En 1972, la Royal Dublin Society décerne à John Lighton Synge la Médaille Boyle pour l'excellence scientifique. Il prend sa retraite la même année. Le prix John L. Synge de la Société royale du Canada, créé en 1986, honore sa mémoire.